# سع حتب رع
سع حتب رع، (بالإنجليزية: Sehetepre)‏. هو فرعون من فراعنة الأسرة الثالثة عشر، في أوائل المرحلة الانتقالية الثانية في مصر. تولى الحكم في الفترة ( 1783-1781 ق.م.) لمدة سنتين.

## حياته
تم ذكره في وقت مبكر ضمن لائحة الملوك المنقحة في عصر الرعامسة. وتم سرد اسمه في العمود رقم 7. ضمن الأسرة المصرية الثالثة عشر. ولفترة طويلة كان معروفاً بالختم الإسطواني فقط في تورينو الكنسي، وقد بيع الختم في عام 1926 إلى متحف متروبوليتان للفنون في نيويورك وما زال هناك إلى الآن. حيث يحمل ايضًا اسم بالخط المسماري لحاكم جبيل أسمه ياكين.